# 冯德耀
冯德耀（1933年10月—），男，籍贯浙江，生于上海，中国电影录音师，上海电影制片厂录音师，中国电影金鸡奖最佳录音。